# Павло Тетеря
Павло Иванович Мошковски (Моржковски)-Тетеря (на украински: Павло Iванович Мошковски-Тетеря, (на полски: Paweł Tetera Morzkowski) е политически и военен деец на Украйна и Полша. Той е сред най-противоречивите личности от епохата на Руините – един от основателите на украинската държавност, изключителен дипломат, но неуспешен хетман на Запорожката войска и Деснобрежна Украйна. Периодът на управлението на Тетеря се характеризира със задълбочаване на социалната криза в Украйна и политически разкол.

## Произход и семейство
Произходът на Павло Тетеря, както и истинската му фамилия са неясни. Предполага се, че произхожда от волинския полски шляхтички род Моржковски. Вероятно фамилното му име е Мошковски или Моржковски, а Тетеря е казашкото му прозвище. Ако оригиналното му фамилно име е Моржковски, то тогава той е роден в благородническо семейство, което използва герба Слеповрон. Ако то е Тетеря, би могло да означава, че баща му е високопоставен казак, а прякорът Моржковски можи би идва от имението, от което произлиза. Но Тетеря всъщност използва различен герб, изобразен върху печатите му – Радван. Още в младостта си попада в полската магнатска среда, а благородството му е потвърдено от полския крал, така че почти няма съмнение за неговия аристократичен произход. В казашкия регистър от 1649 г. е записан като Мошковски, но нарича себе си Тетеря и влиза в историята под това име.
Баща му е Иван Мошковски-Тетеря, а майка му Анастасия е бивша монахиня от Василианския орден. Предполага се, че негов кръстник е Богдан Хмелницки, въпреки че автентичността на този факт не е доказана. Известно е, че Тетеря има един брат – Юрка и един полубрат – Шурла, вероятно незаконен син на баща му. Има и две сестри – Ева и Павла, които по-късно се омъжват за украински дворяни – Михайло Искритски и Атанас Пироцки. Самият Павло се жени два пъти, като и двете му съпруги произхождат от много влиятелни украински семейства. Първата е Тетяна, сестра на бъдещия деснобрежен хетман Иван Виховски. След смъртта ѝ, през 1660 г. се жени за втората – Олена (Катерина), дъщеря на Богдан Хмелницки. Има един син от Олена – Родич Тетеря и внук Павло Тетеря.

## Младост
Не е ясно кога и къде точно е роден Павло Тетеря, но се предполага, че това става в Переяслав, около 1620 – 1621 г. Учи в униатското училище в Минск и в Киевско-Могильовския колеж. Ректор и негов преподавател е Яков Суша, по-късно униатски епископ на Хелм. Той подкрепя младежа и двамата поддържат връзка дори и след хетманското време на Тетеря. Павло усвоява перфектно латински език и постига много добри успехи в ораторското изкуство.
През 1639 г. Тетеря заминава за Мазовия и постъпва на работа при семейството на полските магнати Пражмовски. Като млад благородник той става спътник на един от най-младите членове на семейството – Миколай Пражмовски, който през 1658 г. става канцлер на Кралство Полша. Пражмовски има голямо влияние върху вътрешната и външната политика в страната и не забравя приятеля си от младостта. В края на 1630-те години Тетеря пътува из Европа, като вероятно прекарва главно в Италия.
В края на 1640-те започва кариерата си като писар в градския съд на Луцк, където негов началник е Станислав Казимир Беневски, бъдещ полски дипломат. Възможно е той да е роднина на Тетеря, тъй като и двамата използват герба Радван. До 1647 г. е писар на градския съд в украинския град Владимир, а след това служи при вроцлавския кастелан Г. Стемпковски.

## Дипломатическа кариера
Още в началото на въстанието на Богдан Хмелницки през 1648 г., Тетеря се присъединява към него. Добър оратор, млад, енергичен, образован, с европейски маниери, той, въпреки липсата на военен опит, става един от лидерите на бунтовниците. През 1649 г. за кратко заема длъжността писар на Переяславския украински казашки полк и скоро оглавява казашкото посолство в Трансилвания при княз Дьорд ІІ Ракоци.
Богдан Хмелницки високо цени дипломатическия талант на Тетеря и го смята за възможен свой наследник. Въпреки че за официален ръководител на украинската дипломация е смятан генералният писар Иван Виховски, Тетеря участва в почти всички дипломатически преговори в Чихирин. През 1650-те пътува с дипломатически мисии до Полша, Русия, Молдова и Трансилвания. Именно Тетеря полага основите на казашко-трансилванските дипломатически отношения, които най-накрая се оформят във военен съюз през 1657 г.
През 1652 г., заедно с генералния съдия С. Богданович изработва условията за присъединяване на Украйна към Московската държава. През лятото на следващата година Тетеря е назначен за полковник на Переяславския полк, а на 31 декември 1653 г. именно той се среща за преговори с посланика на московския цар Василий Бутурлин. При тази среща той твърдо иска от московския посланик да се закълне във вярност на хетмана от името на царя. Това не само не се случва, но на 8 януари 1654 г. самият Тетеря полага клетва през руския цар, а през март, заедно с генералния съдия на Запорожката войска Самийло Богданович-Зарудни, провежда преговори в Москва. През същия месец двамата изготвят членовете на руско-украинския Переяславски договор, подписан на Переяславската рада.
След смъртта на Богдан Хмелницки през лятото на 1657 г. Тетеря договаря с Москва подкрепа за сина му Юрий Хмелницки при избора на нов хетман. Когато се оказва, че Юрий не е способен да управлява страната, на негово място е избран Иван Виховски. В периода 1657 – 1659 г. е секретар на Виховски и става един от най-активните му помощници в провеждането на прополска политика. Постепенно обаче, отношенията му с хетмана се влошават.
Тетеря е и един от авторите на Хадячкия договор от 1658 г. и Слободишченския договор от 1660 г.  След подписването на Хадячкия договор, според който част от Украйна влиза в състава на Жечпосполита, Тетеря напуска Украйна и става полски съдебен експерт по украинските въпроси при крал Ян II Кажимеж, на заплата от кралската хазна.
През октомври 1657 г. Павло Тетеря погребва съпругата си, сестрата на Иван Виховски, след което избухват спорове между роднините за нейното наследството, което е отказано на Тетеря. През същата година той се жени за Олена, дъщеря на Богдан Хмелницки, и така влиза в „клана Хмелницки“. През октомври 1659 г., след свалянето на Виховски и избирането на Юрий Хмелницки за хетман, Павло Тетеря се завръща в Родината си. Получава поста на генерален секретар в правителството и приема от младия хетман за временно пребиваване фермата Суботов. През февруари 1662 г. се споменава в един акт като кмет на Полоцк, когото царят инструктира да преговаря от негово име с кримския хан.
Дипломатическият талант, образоваността и политическата толерантност на Тетеря, които биха могли да бъдат много полезни за държавата в едно спокойно време, не успяват да бъдат реализирани. За страна, която е в етап на гражданска война и анархия, когато всички принципи и основи на държавността са системно унищожавани, тези таланти не са достатъчни, за да запази получената по-късно върховна власт.

## Хетман
След абдикацията на Хмелницки, в резултат на сложни политически комбинации в рамките на управляващия украински елит, през ноември 1663 г. Тетеря е избран за хетман на Деснобрежна Украйна. При гласуването побеждава главния си съперник Григорий Гуляницки благодарение на подкрепата на кримския хан.  На 18 март 1663 г. полският крал одобрява избора на Тетеря и го назначава и за чихирински старейшина.
Новият хетман признава върховенството на крал Ян II Кажимеж и след изборите иска от него войска, с помощта на която да се опита да обедини Деснобрежна и Левобрежна Украйна под егидата на Полша. Старае се да получи от полското правителство потвърждение на привилегиите на казашките старшини, да разреши църковния въпрос като премахне зависимостта на православната църква от римокатолическата. Стреми се да получи право за независими дипломатически отношения с Молдова и Влашко и за започване на мирни преговори с Руската държава.
Кампанията за обединение на двете части на Украйна, подпомогната от полски войски и проведена през 1663 – 1664 г., се превръща в тежко изпитание за Тетеря. Той трябва да воюва последователно с левобрежните хетмани Яким Сомко и Иван Брюховецки, които, от своя страна, се опитват да обединят Украйна под властта на Москва. След завръщането на полските войски в Жечпосполита, военните действия са прехвърлени на територията на Деснобрежна Украйна и Тетеря сам трябва да отблъсква атаките на отрядите на атамана Иван Сирко и московския военачалник Григорий Косагов.
Ориентацията му към Жечпосполита и нейната вътрешна и социална политика предизвикват недоволство сред част от населението на Деснобрежна Украйна. През 1663 г. избухва антиполско селско въстание, водено от Иван Брюховецки и подкрепено от Запорожката Сеч. Брюховецки прави опит да превземе Чихирин, но войската му е разбита. Положението на Тетеря става все по-трудно, защото населението е силно враждебно към привържениците на Полша и, виждайки безизходицата си, Тетеря почти се отказва от хетманската власт. Напуска Чихирин, като взема със себе си военната съкровищница и скъпоценности, и се мести в Корсун (днес Корсун-Шевченковски).
В началото на 1664 г. бившият хетман Иван Виховски, възползвайки се от бунта, решава да се опита да завземе отново властта в Деснобрежна Украйна. Научавайки за плановете му, Тетеря се връща в Била церква и го кани за преговори. Когато пристига, Виховски е заловен и екзекутиран. През същата година Тетеря представя във Варшавския сейм проект, в който се опитва да реформира устройството и вътрешната политика на Деснобрежна Украйна.
През пролетта на 1665 г. левобрежният хетман Брюховецки отново започва военни действия, но е разбит с помощта на полската армия и татарите и е принуден да отстъпи отвъд Днепър. Самият Тетеря не участва в битката. Той заминава за Полша, отнасяйки със себе си съкровища, скъпоценности, държавния архив и държавните отличителни знаци. На свое място оставя временния хетман Михайло Ханенко. През юни 1665 г. въстаническият водач Васил Дрозденко унищожава деснобрежната армия при Брацлав. Тетеря не само не успява да обедини Деснобрежна и Левобережна Украйна, но самият той губи хетманството си. Последният документ, където Павло Тетеря нарича себе си хетман е от септември 1665 г.

## Политически емигрант
Докато е в Полша, Тетеря временно се оттегля от активния политически живот и не приема предложения за преизбирането му за хетман. По някои данни приема католицизма и получава титлата кмет на Полоцк и глава на Брацлав, Нижни Новгород и Чихирин. Заемайки високи позиции през последните години, Тетеря натрупва значително богатство. Той притежава земи и имения на териториите на Киевския, Черниговския, Черкаския и Переяславския полкове. Лишен от реална власт, е атакуван в съда от полската шляхта, която иска да компенсира опустошенията в украинските си имоти, настъпили по време на неговото хетманство. Имотите му са конфискувани, а той е осъден на изгнание. Неспособен да получи подкрепа от полското правителство, Тетеря заминава за Турция (през Яш, в Молдова) и започва да крои планове за нападение срещу Полша.
Според други сведения Тетеря дарява всичките си многобройни имоти в Украйна на архимандрита на Киевско-Печорската лавра Инокентий Гизел, на Теодосий Сафонович, игумен на Златовръхият манастир „Свети Архангел Михаил“ в Киев и съпруга на сестра си Атанас Пироцки. Завещава парите си на Лвовското училище, а самият той заминава за Молдова.

## Кончина
В Яш първият украински политически емигрант е приет от молдовския владетел Георги II Дука и Яшкия митрополит. През октомври 1670 г. Тетеря се премества в Турция, където е посрещнат с почести от турския султан Мехмед IV. В началото на април 1671 г. бившият хетман е отровен в Адрианопол при неясни обстоятелства, вероятно от поляците. Предполага се, че е погребан в православната църква в Одрин. По други данни Тетеря живее спокойно в имението си във Волиния, но на път за Светите места, стигайки до Адрианопол, се разболява и преди смъртта си се причестява пред гръцки свещеник, поради което се приема, че е починал като православен, а не католик. Умира през април 1671 г.

## Памет
През 2002 г. в Украйна е издадена пощенска марка, посветена на Тетеря.
През 2002 г. в Житомир е кръстена улица на негово име.
На 19 февруари 2016 г. в Переяслав една от улиците носи името Павло Тетеря.
На 21 април 2016 г. същото е направено и в град Чихирин.